# 聖母子與聖安妮、施洗者聖約翰
圣母子、圣安妮和施洗者圣约翰（The Virgin and Child with St Anne and St John the Baptist）是列奥纳多·达·芬奇的炭笔画，作于1499年至1500年，现藏于英国伦敦英国国家美术馆。

## 参看
- 列奥纳多·达·芬奇
- 英国国家美术馆
- 《圣母子与圣安妮》